# Saint-Fort
Saint-Fort – miejscowość i dawna gmina we Francji, w regionie Kraj Loary, w departamencie Mayenne. W 2013 roku populacja ówczesnej gminy wynosiła 1708 mieszkańców. 
W dniu 1 stycznia 2019 roku z połączenia trzech ówczesnych gmin – Azé, Château-Gontier oraz Saint-Fort – powstała nowa gmina Château-Gontier-sur-Mayenne. Siedzibą gminy została miejscowość Château-Gontier. 